# بوجوا
بوجوا (به لاتین: Bozhou) یک شهر مرکزی در جمهوری خلق چین است که در آن‌هوئی واقع شده‌است.

## خصوصیات
بوجوا ۸٬۵۲۲٫۵۸ کیلومترمربع مساحت و ۴٬۸۵۰٬۶۵۷ نفر جمعیت دارد و ۳۲ متر بالاتر از سطح دریا واقع شده‌است.